# Hiruko Patera
L'Hiruko Patera è una struttura geologica della superficie di Io.